# Polska Partia Komunistyczna
Polska Partia Komunistyczna – ugrupowanie eurokomunistyczne założone w 1981 r. w Warszawie z inicjatywy Pawła Góralskiego. Celem PPK było zbudowanie ustroju socjalistycznego w Polsce, opartego na zasadach marksizmu dostosowanego do polskich warunków. Dwiema naczelnymi zasadami ideowymi PPK była służebność partii wobec narodu i człowiek jako najwyższa wartość. Światopogląd i praktyki religijne członków PPK miały być prywatną i nietykalną sprawą ich sumienia.
W kwestii wewnętrznego życia społeczno-gospodarczego PPK zapowiadała nieingerowanie w wewnętrzne sprawy innych organizacji społeczno-gospodarczych, politycznych, związkowych, Kościoła, rozwój praworządności, samorządności i demokratycznych swobód, a także zlikwidowanie utrudnień w życiu religijnym społeczeństwa. W polityce zagranicznej zamierzała zacieśnić współpracę z innymi narodami i państwami, dążyć do umacniania sojuszu w ramach wspólnoty państw socjalistycznych zgodnie z założeniem o równości w partnerstwie oraz do powszechnego rozbrojenia.